# Sceva
Sceva (în greacă Σκευᾶς Skeuas) a fost un evreu numit un "preot", deși acest lucru este contestat de unii, în Faptele Apostolilor 19:14. Deși nu a existat un mare preot în Ierusalim cu acest nume, unii cercetători spun că nu este neobișnuit ca unii membri ai Familiei preoțesti ai lui Țadoc să-și asume un rol de mare preot neoficial, care ar putea explica această poreclă. Cu toate acestea, este mult mai probabil că el a fost un exorcist itinerant bazat pe folosirea termenului grecesc (în greacă περιερχομένων - perierchomenōn) „a merge din loc în loc” în Faptele Apostolilor 19:13. În conformitate cu Faptele Apostolilor el a avut șapte fii care au încercat să exorcizeze un demon de la un om în orașul Efes folosind numele lui Isus ca o invocare. Această practică este similară cu practica evreiască, originară din Testamentul lui Solomon de a invoca îngeri să alunge demonii.